# SV 잔트하우젠
SV 잔트하우젠(SV Sandhausen)은 1916년에 창단된 독일 바덴뷔르템베르크주의 도시 잔트하우젠의 축구 팀으로 현재 2. 분데스리가에서 활동하고 있다. 2011–12 시즌 3. 리가를 우승하며 처음으로 2. 분데스리가로 승격한 후 현재까지 머물고 있다.

## 선수 명단

### 현역
- 잔루카 가우디노(2021 ~ )
- 이명환(U23 2020~)